# Яникян, Гурген
Гурген Яникян (Янигян) (з.-арм. Գուրգէն Եանիգեան, англ. Gourgen Yanikian, 24 декабря 1895, Эрзурум — 27 марта 1984, США) — армянский инженер и писатель, убивший турецкого консула и вице-консула в Санта-Барбаре в отмщение за геноцид армян 1915 года.

## Биография
Гурген Мкртич Яникян родился в городе Эрзурум Османской империи. Учился в Нор-Нахичеване, Тифлисе, Женеве, в Эчмиадзинской семинарии. Во время геноцида 1915 года, вся семья его родителей была убита турецкими солдатами. Гургену удалось спрятаться и остаться незамеченным. Он перешёл через линию Кавказского фронта и вступил во 2-ю Армянскую добровольческую дружину под командованием Дро. Некоторое время Яникян служил при штабе, где по памяти откорректировал несколько карт Западной Армении, что помогло русским войскам при наступлении.
Позднее Яникян выехал в Москву и получил инженерное образование. 
В 1930 году вместе с супругой Сусанной эмигрировал в Иран, где царствовал Реза-шах Пехлеви. В Иране Яникян работал инженером-дорожником. Он удостоился высоких наград за проектирование дорожной сети первого в стране металлургического комбината.
В 1941 году, в ходе Второй мировой войны, Реза-шах попытался отказать Великобритании и СССР в размещении их войск на территории Ирана, после чего 25 августа 1941 года советские и английские войска с двух концов страны пересекли иранскую границу. Было объявлено, что на весь период Второй мировой войны они берут территорию Ирана под свой контроль, а шаху было предложено отречься от престола. В скором времени инженер Яникян, будучи руководителем строительства стратегической дороги для Союзников, был награждён правительством США и получил американское гражданство. В 1946 г. Яникян и его супруга вылетели во Францию, а оттуда — в США. Сначала они поселились в Нью-Йорке, затем перебрались в Калифорнию, в Беверли-Хиллз. В этом артистическом центре Гурген Яникян открыл Театр Яникяна (Yanikian Theater), который, однако, не имел успеха. Между тем, получение Яникяном гражданства США не понравилось новому шаху Мохаммеду-Реза Пехлеви (который был лично знаком с инженером), и он наложил арест на счета Яникяна в иранских банках.
В США Яникян опубликовал несколько романов («Триумф Иуды Искариота», «Рождество Христово», «Голос американца» и др.). Был избран членом академии «International Institute of Art and Literature». Яникян занимался этнологическими исследованиями, был лично знаком с королём Греции Георгом II и королём Египта Фаруком. Гурген Яникян неодобрительно воспринял сближение США и Турции по линии НАТО. На основе своей книги «Рай» он хотел снять художественный фильм о геноциде армян, однако при вмешательстве правительств Турции и США, его проект не был осуществлён.
В 1972 году Яникян посетил дом-музей Мартироса Сарьяна в Ереване. В том же году Яникян посетил Анкару, чтобы присмотреться к реалиям незнакомой ему кемалистской Турции. 27 января 1973 года 77-летний Яникян обратился в консульство Турецкой республики в Санта-Барбаре, под именем перса Яни-хана (здесь ему помогло великолепное знание персидского языка и иранских традиций), который готов подарить Турции уникальную купюру с подписями знаменитых людей и некогда висевшую в спальне султана Абдул-Гамида картину итальянского художника. Подарки он, якобы, готов был вручить в обмен на турецкий орден. Яникян пригласил в гостиницу «Балтимор» в Санта-Барбаре турецкого генерального консула в Лос-Анджелесе 49-летнего Мехмета Байдура и вице-консула 31-летнего Бахадура Демира. В номере престарелый Яникян вынул пистолет «Люгер» и разрядил его в дипломатов, затем сделал два контрольных выстрела.

На суде Яникян заявил: 
Я не убивал двух людей, я уничтожил два зла. Для меня они не были людьми!
Яникян надеялся, что открытый процесс позволит судебно установить факт геноцида армян (отдельные свидетели которого ещё оставались в живых), но прокурор Дэвид Миннер своею властью не позволил превратить уголовный процесс в процесс о геноциде. Яникян выступил единственным свидетелем геноцида, в сопровождении своего друга и переводчика Арама Сарояна (дяди писателя Вильяма Сарояна). Он рассказал, как были убиты 26 его родственников, и он, спрятавшись, видел, как турки перерезают горло его брату Акопу. Он заявил, что убил турецких дипломатов в качестве представителей «правительства, которое уничтожало его народ». Его свидетельство никак не повлияло на решение американской Фемиды: в июле 1973 года Яникян был приговорён к пожизненному заключению. В 1984 году он был выпущен из тюрьмы в связи с плохим состоянием здоровья, и умер менее чем через месяц. Турция выступила с решительным протестом против освобождения Яникяна.  В 2019 году останки Гургена Яникяна были перевезены в Ереван и перезахаронены в воинском кладбище Ераблур.
АСАЛА первоначально носила название «Группа заключенного Гургена Яникяна».